# Rittō
Rittō (jap. 栗東市 Rittō-shi) – miasto w Japonii, na wyspie Honsiu, w prefekturze Shiga.

## Położenie
Miasto leży w południowej części prefektury, na południe od jeziora Biwa, graniczy z:
- Moriyama
- Ōtsu
- Kusatsu
- Yasu
- Kōka
- Konan

## Historia
Miasto powstało 1 października 2001.

## Miasta partnerskie
- Chiny: Hengyang